# 문화유산

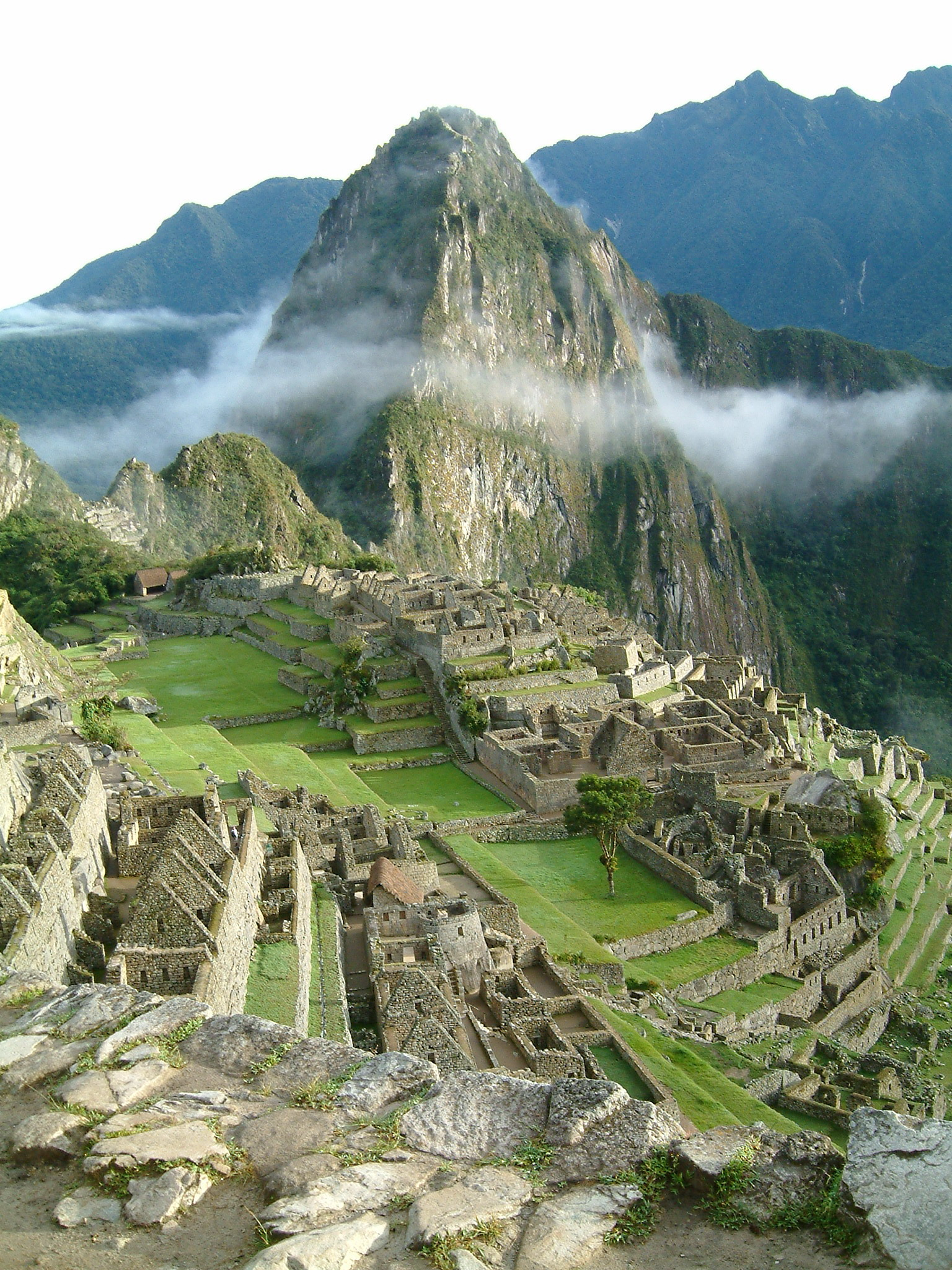
유네스코 세계문화유산으로 지정된 페루의 마추픽추

문화유산(文化遺産, cultural heritage)은 장래의 문화적 발전을 위하여 다음 세대(세기) 또는 젊은 세대에게 물려줄만한 가치를 지닌 사회의 문화적 소산이다. 과학, 기술, 관습, 규범 및 정신적·물질적 각종 유산, 문화 양식 따위를 모두 포함한다.
그 유형으로는 조상들이 남긴 건물·조각·공예품·서적·서예·고문서 등의 유물·유적 가운데, 역사적·예술적 가치가 높거나 역사 연구에 자료가 되는 유형문화재, 연주·무용·음악·공예·기술 등, 역사적·예술적 가치가 높은 무형문화재 및 기념물·민속자료 등을 통틀어 일컫는 말이다.

## 개념
문화유산에 앞서 문화재(文化財, cultural property)는 20세기 초 독일의 바이마르 공화국 시대에 문화를 국가의 재산으로 바라보는 관점에서 만든 용어인 '컬투어귀터' (Kulturgüter)를 일본에서 번역해 들여온 개념이다. 국제사회에서 문화재의 개념은 1950년대에 처음 대두되었는데, 1954년 헤이그에서 체결된 〈무력충돌 시 문화재 보호협약〉과 1970년 유네스코 제16차 총회에서 의결된 〈문화재 불법 반출입에 관한 협약〉에서 언급되었다.
그러나 1972년 제정된 〈세계 문화 및 자연 유산 보호에 관한 협약〉의 정식 발효와 함께, '인류의 문화활동에 의한 소산물'로서 보존 가치가 있는 개념으로 구체화되며 '유산'으로서의 성격이 처음으로 부여되었다.
한국어의 '문화재'는 1962년 일본의 문화재 명칭과 분류 체계를 유사하게 가져온 문화재보호법을 제정하면서 정착된 표현이었다. 2024년 5월부터 새로운 〈국가유산기본법〉이 제정됨에 따라 문화유산이라는 명칭이 정책적으로 도입되었다.

## 국가별 지정 제도

### 대한민국
대한민국에서는 문화유산을 아끼고 보호하여 후세 인류에게 물려주기 위해, 도움을 주기 위해, 관광을 목적으로 하기 위해, 천연보호구역(환경보호구역)를 형성하기 위해 국가유산을 지정하고 있다. 관련법으로 1962년 대한민국 국가유산청의 〈문화재보호법(文化財保護法, 법률 제17409호)〉과 문화재보호법 시행령(대통령령 제30704호), 문화재보호기금법(법률 제16596호), 문화재보호법 시행규칙(문화체육관광부령 제391호), 문화재보호기금법 시행령(대통령령 제28458호)을 제정하였다.
대한민국의 문화재 지정방식은 크게 지정문화재와 비지정문화재(향토유적·유물 등)로 분류된다.
- 국가지정문화재: 문화재청장이 문화재보호법에 의하여 문화재위원회의 심의를 거쳐 지정한 중요문화재로서, 국보·보물·국가무형문화재·사적·명승·천연기념물 및 중요민속자료 등 7개 유형으로 구분된다.
- 비지정문화재: 문화재보호법 또는 시·도의 조례에 의하여 지정되지 아니한 문화재 중 보존할 만한 가치가 있는 문화재를 지칭한다.
- 시·도지정문화재: 특별시장·광역시장·도지사(이하 '시·도지사')가 국가지정문화재로 지정되지 아니한 문화재 중 보존가치가 있다고 인정되는 것을 지방자치단체의 조례에 의하여 지정한 문화재로서, 유형문화재 · 무형문화재 · 기념물 및 민속문화재 등 4개의 유형으로 구분된다.
- 등록문화재: 지정문화재가 아닌 근·현대시기에 형성된 건조물 또는 기념이 될 만한 시설물 형태의 문화재 중에서 보존가치가 큰 것을 말한다.
- 문화재자료: 시·도지사가 시도지정문화재로 지정되지 아니한 문화재 중 향토문화 보존상 필요하다고 인정하여 시 · 도 조례에 의하여 지정한 문화재를 지칭한다.

문화유산은 국적을 가리지 않는데, 대표적으로 일본의 잔재인 임진왜란과 정유재란 때 축성된 왜성(倭城)도 문화유산이며 문화재보호법의 대상이다.

### 일본
일본에서는 1919년 〈사적 명승 천연기념물 보존법〉, 1929년 〈국보보존법〉, 1933년 〈주요미술품〉 등에 관한 법률 등을 제정하였으며, 1949년 호류지 화재로 금당벽화가 소실된 사건을 계기로 1950년 기존의 법을 통합하는〈문화재보호법〉을 제정해 자국 내 문화유산을 관리하고 있다.

## 같이 보기
- 수집
- 국제 기념물 유적 협의회
- 길라드 추커만

## 참고 문헌
- 이 문서에는 다음커뮤니케이션(현 카카오)에서 GFDL 또는 CC-SA 라이선스로 배포한 글로벌 세계대백과사전의 내용을 기초로 작성된 글이 포함되어 있습니다.